# Wikingowie (serial telewizyjny)
Wikingowie (ang. Vikings) – kanadyjsko-irlandzki serial telewizyjny stworzony przez Michaela Hirsta dla kanału telewizyjnego History w Kanadzie, który miał swoją premierę 3 marca 2013 roku.
Polska premiera pierwszej serii odbyła się 21 października 2013 roku na kanale History oraz 1 czerwca 2014 roku na kanale TV Puls. Polska premiera drugiej serii odbyła się na kanale History 22 kwietnia 2014 roku, a od 4 listopada 2014 roku emitowana była w TV Puls. Trzecia seria miała premierę 19 lutego 2015 roku, a Polska premiera trzeciej serii odbyła się 30 sierpnia 2015 roku, również na kanale History. Seria czwarta rozpoczęła się 18 lutego 2016 w Ameryce, dzień później premierę miała w Polsce. Seria piąta rozpoczęła się 29 listopada 2017 w Ameryce, dzień później premierę miała w Polsce. We wrześniu 2017 r. ogłoszono szósty, ostatni sezon z kolejnymi 20 odcinkami (jeden odcinek tego sezonu wyreżyserowała Katheryn Winnick, jedna z głównych aktorek serialu).

## Fabuła
Akcja serialu rozgrywa się w Skandynawii u schyłku VIII w. Wiking Ragnar Lodbrok jest sfrustrowany polityką lokalnego jarla Haraldsona, który co roku wysyła wojowników na łupieżcze wyprawy na wschód, który – jak ocenia Lodbrok – jest uboższy, niż ziemie na zachodzie. Prosi szkutnika Flokiego o zbudowanie łodzi, dzięki której udaje im się dopłynąć do Anglii. Ujawniające się zdolności przywódcze i organizacyjne Ragnara oraz powodzenie pierwszej wyprawy na obce ziemie budzą w panującym jarlu zazdrość, a jednocześnie obawy o własną pozycję i autorytet. Chęć pozbycia się rywala prowadzi go jednak do zguby i ginie w pojedynku z Ragnarem. Ten zaś zajmuje jego miejsce i zostaje jarlem. Jako nieustraszony wojownik jest ucieleśnieniem nordyckiej tradycji i oddania się bogom. Legenda mówi, że jest on bezpośrednim potomkiem Odyna, boga wojny i wojowników.

## Obsada
| Aktorzy z czołówki serialu | Aktorzy z czołówki serialu | Aktorzy z czołówki serialu                                                | Aktorzy z czołówki serialu | Aktorzy z czołówki serialu |
| Aktor                      | Bohater                    | Opis                                                                      | Liczba odcinków            | Serie                      |
| -------------------------- | -------------------------- | ------------------------------------------------------------------------- | -------------------------- | -------------------------- |
| Travis Fimmel              | Ragnar Lodbrok             | wiking, rolnik i wojownik, jarl, król                                     | 39                         | 1–4                        |
| Katheryn Winnick           | Lagertha                   | tarczowniczka, była żona Ragnara, jarla                                   | 38                         | 1–6                        |
| Clive Standen              | Rollo                      | wiking, wojownik, brat Ragnara, frankijski władca                         | 39                         | 1–5                        |
| Jessalyn Gilsig            | Siggy Haraldson            | żona Jarla Haraldsona                                                     | 24                         | 1–3                        |
| Gustaf Skarsgård           | Floki                      | szkutnik, przyjaciel Ragnara                                              | 39                         | 1–6                        |
| George Blagden             | Athelstan                  | anglosaski mnich                                                          | 26                         | 1–3                        |
| Alyssa Sutherland          | księżniczka Aslaug         | córka pogromcy smoków Sigurda i wojowniczki Brunhildy, druga żona Ragnara | 20                         | 1–4                        |
| Alexander Ludwig           | Björn Żelaznoboki          | syn Ragnara                                                               | 27                         | 1–6                        |
| Linus Roache               | Król Egbert                | król Wesseksu                                                             | 16                         | 2–4                        |
| Donal Logue                | Król Horik                 | król wikingów                                                             | 12                         | 1–2                        |
| Ben Robson                 | Kalf                       | jarl                                                                      | 8                          | 3–4                        |
| Gabriel Byrne              | jarl Haraldson             | jarl                                                                      | 6                          | 1                          |

| AKTORZY DRUGOPLANOWI | AKTORZY DRUGOPLANOWI   | AKTORZY DRUGOPLANOWI                   | AKTORZY DRUGOPLANOWI | AKTORZY DRUGOPLANOWI |
| AKTOR                | BOHATER                | OPIS                                   | LICZBA ODCINKÓW      | SERIE                |
| -------------------- | ---------------------- | -------------------------------------- | -------------------- | -------------------- |
| Maude Hirst          | Helga                  | żona Flokiego                          | 22                   | 1–4                  |
| Jefferson Hall       | Torstein               | wiking                                 | 20                   | 1–3                  |
| John Kavanagh        | Wieszcz                | wieszcz z Kattegat                     | 16                   | 1–6                  |
| Moe Dunford          | Aethelwulf             | syn króla Egberta z Wesseksu           | 15                   | 2–5                  |
| Edvin Endre          | Erlendur               | syn króla Horika                       | 14                   | 2–4                  |
| Gaia Weiss           | Þorunn                 | niewolnica, później żona Bjorna        | 13                   | 2–3                  |
| Jennie Jacques       | Judith                 | żona Aethelwulfa                       | 8                    | 2–5                  |
| Amy Bailey           | księżniczka Kwenthrith | członkini rodziny królewskiej z Mercji | 7                    | 2–4                  |
| Ivan Kaye            | Król Ella              | król Nortumbrii                        | 6                    | 1–4                  |

## Przegląd sezonów
| Sezon | Sezon | Odcinki | Odcinki           | Oryginalna emisja | Oryginalna emisja  | Oryginalna emisja | Oryginalna emisja    | Oryginalna emisja | Oryginalna emisja |
| Sezon | Sezon | Odcinki | Odcinki           | Premiera sezonu   | Finał sezonu       | Dystrybucja       | Premiera sezonu      | Finał sezonu      | Dystrybucja       |
| ----- | ----- | ------- | ----------------- | ----------------- | ------------------ | ----------------- | -------------------- | ----------------- | ----------------- |
|       | 1     | 9       | 9                 | 3 marca 2013      | 21 kwietnia 2013   | History           | 21 października 2013 | 9 grudnia 2013    | History           |
|       | 2     | 10      | 10                | 27 lutego 2014    | 1 maja 2014        | History           | 22 kwietnia 2014     | 20 maja 2014      | History           |
|       | 3     | 10      | 10                | 19 lutego 2015    | 23 kwietnia 2015   | History           | 30 sierpnia 2015     | 1 listopada 2015  | History           |
|       | 4     | 20      | 10                | 18 lutego 2016    | 21 kwietnia 2016   | History           | 19 lutego 2016       | 21 kwietnia 2016  | History           |
| 10    | 4     | 20      | 30 listopada 2016 | 1 lutego 2017     | 1 grudnia 2016     | History           | 2 lutego 2017        |                   | History           |
|       | 5     | 20      | 10                | 29 listopada 2017 | 24 stycznia 2018   | History           | 30 listopada 2017    | 25 stycznia 2018  | History           |
| 10    | 5     | 20      | 28 listopada 2018 | 30 stycznia 2019  | 29 listopada 2018  | History           | 31 stycznia 2019     |                   | History           |
|       | 6     | 20      | 10                | 4 grudnia 2019    | 5 lutego 2020      | History           | 5 grudnia 2019       | 6 lutego 2020     | History           |
| 10    | 6     | 20      | 30 grudnia 2020   | 30 grudnia 2020   | Amazon Prime Video | 30 grudnia 2020   | 2 stycznia 2021      |                   | History           |

## Lista odcinków

### Sezon 1 (2013)
| Nr | # | Tytuł                 | Polski tytuł        | Reżyseria       | Scenariusz    | Premiera         | Premiera w Polsce    | Oglądalność w USA |
| -- | - | --------------------- | ------------------- | --------------- | ------------- | ---------------- | -------------------- | ----------------- |
| 1  | 1 | Rites of Passage      | Inicjacja           | Johan Renck     | Michael Hirst | 3 marca 2013     | 21 października 2013 | 6,212             |
| 2  | 2 | Wrath of the Northmen | Gniew ludzi północy | Johan Renck     | Michael Hirst | 10 marca 2013    | 21 października 2013 | 4,615             |
| 3  | 3 | Dispossessed          | Wywłaszczeni        | Johan Renck     | Michael Hirst | 17 marca 2013    | 28 października 2013 | 4,834             |
| 4  | 4 | Trial                 | Próba               | Ciarán Donnelly | Michael Hirst | 24 marca 2013    | 4 listopada 2013     | 4,538             |
| 5  | 5 | Raid                  | Napaść              | Ciarán Donnelly | Michael Hirst | 31 marca 2013    | 11 listopada 2013    | 4,741             |
| 6  | 6 | Burial of the Dead    | Pogrzeb             | Ciarán Donnelly | Michael Hirst | 7 kwietnia 2013  | 18 listopada 2013    | 3,31              |
| 7  | 7 | A King's Ransom       | Królewski okup      | Ken Girotti     | Michael Hirst | 14 kwietnia 2013 | 25 listopada 2013    | 3,422             |
| 8  | 8 | Sacrifice             | Ofiara              | Ken Girotti     | Michael Hirst | 21 kwietnia 2013 | 2 grudnia 2013       | 3,849             |
| 9  | 9 | All Change            | Wielkie zmiany      | Ken Girotti     | Michael Hirst | 21 kwietnia 2013 | 9 grudnia 2013       | 3,58              |

### Sezon 2 (2014)
| Nr | #  | Tytuł             | Polski tytuł     | Reżyseria       | Scenariusz    | Premiera         | Premiera w Polsce | Oglądalność w USA |
| -- | -- | ----------------- | ---------------- | --------------- | ------------- | ---------------- | ----------------- | ----------------- |
| 10 | 1  | Brother's War     | Braterska wojna  | Ciarán Donnelly | Michael Hirst | 27 lutego 2014   | 22 kwietnia 2014  | 3,56              |
| 11 | 2  | Invasion          | Inwazja          | Ciarán Donnelly | Michael Hirst | 6 marca 2014     | 22 kwietnia 2014  | 3,20              |
| 12 | 3  | Treachery         | Zdrada           | Ken Girotti     | Michael Hirst | 13 marca 2014    | 29 kwietnia 2014  | 3,38              |
| 13 | 4  | Eye For an Eye    | Oko za oko       | Ken Girotti     | Michael Hirst | 20 marca 2014    | 29 kwietnia 2014  | 3,31              |
| 14 | 5  | Answers in Blood  | Krwawa odpowiedź | Jeff Woolnough  | Michael Hirst | 27 marca 2014    | 6 maja 2014       | 3,35              |
| 15 | 6  | Unforgiven        | Bez przebaczenia | Jeff Woolnough  | Michael Hirst | 3 kwietnia 2014  | 6 maja 2014       | 2,96              |
| 16 | 7  | Blood Eagle       | Krwawy orzeł     | Kari Skogland   | Michael Hirst | 10 kwietnia 2014 | 13 maja 2014      | 3,09              |
| 17 | 8  | Boneless          | Bez kości        | Kari Skogland   | Michael Hirst | 17 kwietnia 2014 | 13 maja 2014      | 2,91              |
| 18 | 9  | The Choice        | Wybór            | Ken Girotti     | Michael Hirst | 24 kwietnia 2014 | 20 maja 2014      | 3,11              |
| 19 | 10 | The Lord's Prayer | Modlitwa Pańska  | Ken Girotti     | Michael Hirst | 1 maja 2014      | 20 maja 2014      | 3,37              |

### Sezon 3 (2015)
| Nr | #  | Tytuł          | Polski tytuł  | Reżyseria      | Scenariusz    | Premiera         | Premiera w Polsce    | Oglądalność w USA |
| -- | -- | -------------- | ------------- | -------------- | ------------- | ---------------- | -------------------- | ----------------- |
| 20 | 1  | Mercenary      | Najemnik      | Ken Girotti    | Michael Hirst | 19 lutego 2015   | 30 sierpnia 2015     | 2,80              |
| 21 | 2  | The Wanderer   | Wędrowiec     | Ken Girotti    | Michael Hirst | 26 lutego 2015   | 6 września 2015      | 2,41              |
| 22 | 3  | Warrior's Fate | Los Wojownika | Jeff Woolnough | Michael Hirst | 5 marca 2015     | 13 września 2015     | 2,41              |
| 23 | 4  | Scarred        | Blizny        | Jeff Woolnough | Michael Hirst | 12 marca 2015    | 20 września 2015     | 2,63              |
| 24 | 5  | The Usurper    | Uzurpator     | Helen Shaver   | Michael Hirst | 19 marca 2015    | 27 września 2015     | 2,61              |
| 25 | 6  | Born Again     | Narodziny     | Helen Shaver   | Michael Hirst | 26 marca 2015    | 4 października 2015  | 2,43              |
| 26 | 7  | Paris          | Paryż         | Kelly Makin    | Michael Hirst | 2 kwietnia 2015  | 11 października 2015 | 2,21              |
| 27 | 8  | To the Gates!  | Do bram!      | Kelly Makin    | Michael Hirst | 9 kwietnia 2015  | 18 października 2015 | 2,57              |
| 28 | 9  | Breaking Point | Przełom       | Ken Girotti    | Michael Hirst | 16 kwietnia 2015 | 25 października 2015 | 1,69              |
| 29 | 10 | The Dead       | Martwi        | Ken Girotti    | Michael Hirst | 23 kwietnia 2015 | 1 listopada 2015     | 2,73              |

### Sezon 4 (2016-2017)
| Nr      | #       | Tytuł                                    | Polski tytuł                      | Reżyseria       | Scenariusz    | Premiera          | Premiera w Polsce |
| Część 1 | Część 1 | Część 1                                  | Część 1                           | Część 1         | Część 1       | Część 1           | Część 1           |
| ------- | ------- | ---------------------------------------- | --------------------------------- | --------------- | ------------- | ----------------- | ----------------- |
| 30      | 1       | A Good Treason                           | Dobra zdrada                      | Ciarán Donnelly | Michael Hirst | 18 lutego 2016    | 19 lutego 2016    |
| 31      | 2       | Kill the Queen                           | Zabić królową                     | Ciarán Donnelly | Michael Hirst | 25 lutego 2016    | 26 lutego 2016    |
| 32      | 3       | Mercy                                    | Łaska                             | Ciarán Donnelly | Michael Hirst | 3 marca 2016      | 4 marca 2016      |
| 33      | 4       | Yol                                      | Święta                            | Helen Shaver    | Michael Hirst | 10 marca 2016     | 11 marca 2016     |
| 34      | 5       | Promised                                 | Obiecane                          | Helen Shaver    | Michael Hirst | 17 marca 2016     | 18 marca 2016     |
| 35      | 6       | What Might Have Been                     | Jak mogło być                     | Ken Girotti     | Michael Hirst | 24 marca 2016     | 25 marca 2016     |
| 36      | 7       | The Profit and the Loss                  | Zysk i strata                     | Ken Girotti     | Michael Hirst | 31 marca 2016     | 1 kwietnia 2016   |
| 37      | 8       | Portage                                  | Przenosiny                        | Ken Girotti     | Michael Hirst | 7 kwietnia 2016   | 8 kwietnia 2016   |
| 38      | 9       | Death All 'Round                         | Wszędzie śmierć                   | Jeff Woolnough  | Michael Hirst | 14 kwietnia 2016  | 15 kwietnia 2016  |
| 39      | 10      | The Last Ship                            | Ostatni statek                    | Jeff Woolnough  | Michael Hirst | 21 kwietnia 2016  | 22 kwietnia 2016  |
| Część 2 |         |                                          |                                   |                 |               |                   |                   |
| 40      | 11      | The Outsider                             | Obcy                              | Daniel Grou     | Michael Hirst | 30 listopada 2016 | 1 grudnia 2016    |
| 41      | 12      | The Vision                               | Wizja                             | Daniel Grou     | Michael Hirst | 7 grudnia 2016    | 8 grudnia 2016    |
| 42      | 13      | Two Journeys                             | Dwie wyprawy                      | Sarah Harding   | Michael Hirst | 14 grudnia 2016   | 15 grudnia 2016   |
| 43      | 14      | In the Uncertain Hour Before the Morning | O niepewnej godzinie przed świtem | Sarah Harding   | Michael Hirst | 21 grudnia 2016   | 22 grudnia 2016   |
| 44      | 15      | All His Angels                           | Wszystkie jego anioły             | Ciarán Donnelly | Michael Hirst | 28 grudnia 2016   | 29 grudnia 2016   |
| 45      | 16      | Crossings                                | Przeprawy                         | Ciarán Donnelly | Michael Hirst | 4 stycznia 2017   | 5 stycznia 2017   |
| 46      | 17      | The Great Army                           | Wielka Armia                      | Jeff Woolnough  | Michael Hirst | 11 stycznia 2017  | 12 stycznia 2017  |
| 47      | 18      | Revenge                                  | Zemsta                            | Jeff Woolnough  | Michael Hirst | 18 stycznia 2017  | 19 stycznia 2017  |
| 48      | 19      | On the Eve                               | W przeddzień                      | Ben Bolt        | Michael Hirst | 25 stycznia 2017  | 26 stycznia 2017  |
| 49      | 20      | The Reckoning                            | Kalkulacje                        | Ben Bolt        | Michael Hirst | 1 lutego 2017     | 2 lutego 2017     |

### Sezon 5 (2017-2019)
| Nr      | #       | Tytuł                                                       | Polski tytuł           | Reżyseria         | Scenariusz    | Premiera          | Premiera w Polsce |
| Część 1 | Część 1 | Część 1                                                     | Część 1                | Część 1           | Część 1       | Część 1           | Część 1           |
| ------- | ------- | ----------------------------------------------------------- | ---------------------- | ----------------- | ------------- | ----------------- | ----------------- |
| 50      | 1       | The Fisher King (Part 1) również jako The Departed (Part 1) | Król rybaków (Część 1) | David Wellington  | Michael Hirst | 29 listopada 2017 | 30 listopada 2017 |
| 51      | 2       | The Departed (Part 2)                                       | Zmarli (Część 2)       | David Wellington  | Michael Hirst | 29 listopada 2017 | 30 listopada 2017 |
| 52      | 3       | Homeland                                                    | Ojczyzna               | Steve Saint Leger | Michael Hirst | 6 grudnia 2017    | 2 grudnia 2017    |
| 53      | 4       | The Plan                                                    | Plan                   | Steve Saint Leger | Michael Hirst | 13 grudnia 2017   | 14 grudnia 2017   |
| 54      | 5       | The Prisoner                                                | Więzień                | Ciarán Donnelly   | Michael Hirst | 20 grudnia 2017   | 21 grudnia 2017   |
| 55      | 6       | The Message                                                 | Wiadomość              | Ciarán Donnelly   | Michael Hirst | 27 grudnia 2017   | 28 grudnia 2017   |
| 56      | 7       | The Moon                                                    | Pełnia                 | Jeff Woolnough    | Michael Hirst | 3 stycznia 2018   | 4 stycznia 2018   |
| 57      | 8       | The Joke                                                    | Żart                   | Jeff Woolnough    | Michael Hirst | 10 stycznia 2018  | 11 stycznia 2018  |
| 58      | 9       | A Simple Story                                              | Prosta historia        | Daniel Grou       | Michael Hirst | 17 stycznia 2018  | 18 stycznia 2018  |
| 59      | 10      | Moments of Vision                                           | Wizje                  | Daniel Grou       | Michael Hirst | 24 stycznia 2018  | 25 stycznia 2018  |
| Część 2 |         |                                                             |                        |                   |               |                   |                   |
| 60      | 11      | The Revelation                                              | Objawienie             | Ciarán Donnelly   | Michael Hirst | 28 listopada 2018 | 29 listopada 2018 |
| 61      | 12      | Murder Most Foul                                            | Obrzydliwe morderstwo  | Ciarán Donnelly   | Michael Hirst | 5 grudnia 2018    | 6 grudnia 2018    |
| 62      | 13      | A New God                                                   | Nowy Bóg               | Ciarán Donnelly   | Michael Hirst | 12 grudnia 2018   | 13 grudnia 2018   |
| 63      | 14      | The Lost Moment                                             | Stracona chwila        | Steve Saint Leger | Michael Hirst | 19 grudnia 2018   | 20 grudnia 2018   |
| 64      | 15      | Hell                                                        | Piekło                 | Steve Saint Leger | Michael Hirst | 26 grudnia 2018   | 27 grudnia 2018   |
| 65      | 16      | The Buddha                                                  | Budda                  | Steve Saint Leger | Michael Hirst | 2 stycznia 2019   | 3 stycznia 2019   |
| 66      | 17      | The Most Terrible Thing                                     | Najstraszniejsza rzecz | Helen Shaver      | Michael Hirst | 9 stycznia 2019   | 10 stycznia 2019  |
| 67      | 18      | Baldur                                                      | Baldur                 | Helen Shaver      | Michael Hirst | 16 stycznia 2019  | 17 stycznia 2019  |
| 68      | 19      | What Happens in the Cave                                    | Tajemnica groty        | David Wellington  | Michael Hirst | 23 stycznia 2019  | 24 stycznia 2019  |
| 69      | 20      | Ragnarok                                                    | Ragnarok               | David Wellington  | Michael Hirst | 30 stycznia 2019  | 31 stycznia 2019  |

### Sezon 6 (2019-2020)
| Nr      | #       | Tytuł                         | Polski tytuł                | Reżyseria         | Scenariusz    | Premiera         | Premiera w Polsce |
| Część 1 | Część 1 | Część 1                       | Część 1                     | Część 1           | Część 1       | Część 1          | Część 1           |
| ------- | ------- | ----------------------------- | --------------------------- | ----------------- | ------------- | ---------------- | ----------------- |
| 70      | 1       | New Beginnings                | Nowy początek               | Steve Saint Leger | Michael Hirst | 4 grudnia 2019   | 5 grudnia 2019    |
| 71      | 2       | The Prophet                   | Prorok                      | Steve Saint Leger | Michael Hirst | 4 grudnia 2019   | 5 grudnia 2019    |
| 72      | 3       | Ghosts, Gods and Running Dogs | Duchy, bogowie i psy gończe | Steve Saint Leger | Michael Hirst | 11 grudnia 2019  | 12 grudnia 2019   |
| 73      | 4       | All the Prisoners             | Wszyscy więźniowie          | David Frazee      | Michael Hirst | 18 grudnia 2019  | 19 grudnia 2019   |
| 74      | 5       | The Key                       | Klucz                       | David Frazee      | Michael Hirst | 1 stycznia 2020  | 2 stycznia 2020   |
| 75      | 6       | Death and the Serpent         | Śmierć i wąż                | David Frazee      | Michael Hirst | 8 stycznia 2020  | 9 stycznia 2020   |
| 76      | 7       | The Ice Maiden                | Lodowa dziewica             | Steve Saint Leger | Michael Hirst | 15 stycznia 2020 | 16 stycznia 2020  |
| 77      | 8       | Valhalla Can Wait             | Walhalla może poczekać      | Katheryn Winnick  | Michael Hirst | 22 stycznia 2020 | 23 stycznia 2020  |
| 78      | 9       | Resurrection                  | Zmartwychwstanie            | Daniel Grou       | Michael Hirst | 29 stycznia 2020 | 30 stycznia 2020  |
| 79      | 10      | The Best Laid Plans           | Najlepsze plany             | Daniel Grou       | Michael Hirst | 5 lutego 2020    | 6 lutego 2020     |
| Część 2 |         |                               |                             |                   |               |                  |                   |
| 80      | 1       | King of Kings                 | Prawdziwy król              | Daniel Grou       | Michael Hirst | 30 grudnia 2020  | 30 grudnia 2020   |
| 81      | 2       | All Change                    | Wielkie zmiany              | David Frazee      | Michael Hirst | 30 grudnia 2020  | 30 grudnia 2020   |
| 82      | 3       | The Signal                    | Sygnał                      | David Frazee      | Michael Hirst | 30 grudnia 2020  | 30 grudnia 2020   |
| 83      | 4       | Lost Souls                    | Zagubione dusze             | Helen Shaver      | Michael Hirst | 30 grudnia 2020  | 31 grudnia 2020   |
| 84      | 5       | All at Sea                    | Wszyscy na morze            | Helen Shaver      | Michael Hirst | 30 grudnia 2020  | 31 grudnia 2020   |
| 85      | 6       | The Final Straw               | Ostatnia kropla             | Paddy Breathnach  | Michael Hirst | 30 grudnia 2020  | 31 grudnia 2020   |
| 86      | 7       | The Raft of Medusa            | Tratwa Meduzy               | Paddy Breathnach  | Michael Hirst | 30 grudnia 2020  | 1 stycznia 2021   |
| 87      | 8       | It's Only Magic               | To tylko magia              | Steve Saint Leger | Michael Hirst | 30 grudnia 2020  | 1 stycznia 2021   |
| 88      | 9       | The Lord Giveth               | Pan daje...                 | Steve Saint Leger | Michael Hirst | 30 grudnia 2020  | 1 stycznia 2021   |
| 89      | 10      | The Last Act                  | Ostatni akt                 | Steve Saint Leger | Michael Hirst | 30 grudnia 2020  | 2 stycznia 2021   |

## Wikingowie: Walhalla
25 lutego 2022 miał premierę sequel Wikingów - serial Wikingowie: Walhalla. Jego druga seria pojawiła się 12 stycznia 2023, a trzecia w lipcu 2024 roku.